# Perennialismo

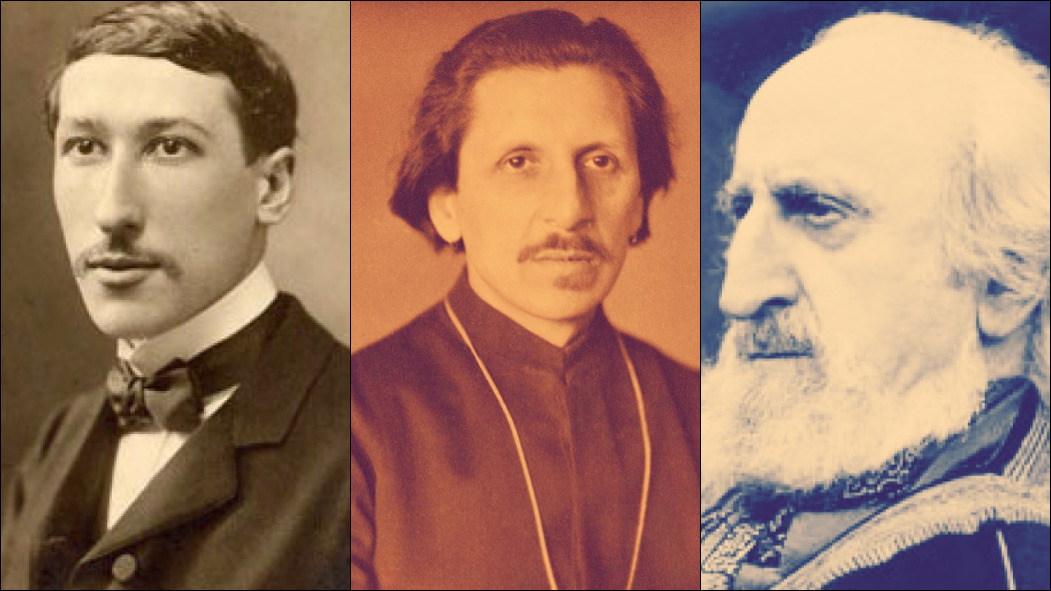
René Guénon, Ananda Coomaraswamy y Frithjof Schuon.

El Perennialismo o Escuela Perennialista engloba un grupo de pensadores y escuela de pensamiento de los siglos XX y XXI que intentan exponer o reformular lo que consideran una filosofía perenne a través del tradicionalismo, que se remonta a ideas de la antigua Grecia y el Antiguo Egipto. Si bien muchos eruditos difieren en cuestiones históricas sobre este tema, los perennialistas suelen ver puntos en común en las corrientes budistas como Mahayana, Zen y Dzogchen, en el hinduismo, como Vedanta y en la filosofía china, como el taoísmo. Los autores perennialistas toman en cuenta los registros exotéricos así como las enseñanzas esotéricas.
Los fundadores de esta corriente son el francés René Guénon, el cingalés Ananda Coomaraswamy y el suizo Frithjof Schuon. Otros pensadores influyentes que incluyen el perennialismo son: Ivan Aguéli, Titus Burckhardt, Marco Pallis y Hosein Nasr. Algunos académicos incluyen al escritor y pintor Julius Evola en esta corriente, aunque Evola presenta muchas diferencias en relación con los mencionados, principalmente por el sesgo "práctico" y "político" de sus ideas y la influencia de Nietzsche que impregna sus escritos. Otro autor finalmente relacionado con el perennialismo es el famoso intelectual rumano Mircea Eliade, aunque el vínculo de Eliade es cuestionado.

## Historia
El artista sueco convertido al Islam Ivan Aguéli fue una figura clave en el desarrollo del perennialismo.  Aguéli fundó Al Akbariyya , una sociedad secreta sufí en París en 1911. Su objetivo era promover las enseñanzas de Ibn Arabi entre las "clases eruditas, educadas y de pensamiento libre". Sin embargo, la única vez que se menciona esta sociedad es en una carta escrita por Aguéli en septiembre de 1911 a una dirección desconocida en El Cairo anunciando su fundación. Entre los miembros de esta sociedad estaba el escritor René Guénon.
Durante este período, Aguéli escribió varios artículos sobre temas islámicos para La Gnose, una revista esotérica editada por Guénon. Estos artículos fueron posteriormente reimpresos en Études Traditionalnelles, la principal revista del movimiento perennialista. En este periódico, Guénon tematizaría un tema que atravesó su obra: el contraste entre lo que para él consistiría en las "visiones tradicionales del mundo" y la modernidad, definida por él como una anomalía. Comenzó a escribir después de que su tesis doctoral fuera rechazada en la Sorbona y abandonó la academia en 1923. En sus primeros libros y ensayos, previó una restauración de la "intelectualidad tradicional" en Occidente basada en el catolicismo romano y la masonería, una proyecto que más tarde abandonaría. Durante su carrera denunció la atracción de la Teosofía y el Espiritismo, dos movimientos influyentes que florecían durante sus estudios. En 1930 se mudó a Egipto, donde vivió hasta su muerte en 1951.
En ese momento, la obra de Guénon atrajo a cierto grupo de lectores, pero su influencia permaneció bastante restringida y discreta. Entre los lectores, sin embargo, estaba lo académico Ananda Coomaraswamy, curador del Museo de Bellas Artes de Boston y uno de los primeros intérpretes de la cultura india en los Estados Unidos. Antes de emigrar a los Estados Unidos, Ananda vivió en Ceilán y la India , en la época del Imperio Británico. Perteneció al Movimiento de independencia de la India, oponiéndose a la India británica y ataques colonialistas. Tal oposición se ve en su obra, donde Coomaraswamy defiende una tradición artística autóctona, hecho que lo hizo ser visto como un reaccionario desde el punto de vista estético.  Coomaraswamy pasó los últimos quince años de su vida defendiendo una perspectiva perennialista, exponiéndola y defendiéndola en sus escritos. Murió en los Estados Unidos en 1947, a la edad de setenta años. Por tanto, a diferencia de Guénon, Coomaraswamy fue un estudioso de gran prestigio y con una vasta obra académica , hecho que contribuyó a la difusión del perennialismo.
Sin embargo, fue en Frithjof Schuon, artista e intelectual suizo, que el perennialismo encontró su difusor más influyente. Además de expandir enormemente el alcance de los temas del perennialismo, Schuon buscó desarrollar una "religión perenne", agregando ritos y religiosidades como las de las tribus Lakota, Nakota y Dakota a los estudios de religiones comparadas. Schuon mantuvo correspondencia y contacto con autoridades religiosas como el propio Guénon, el chamán y líder espiritual de los indios Crow, Thomas Yellowtail y fue iniciado por Mustafa al-'Alawi en el sufismo.
Schuon fundó la Tariqa Maryamiyya , que reuniría a la mayoría de los escritores de la Escuela Perennialista, entre ellos Martin Lings, Titus Burckhardt, Victor Danner, William Stoddart y sobre todo al condecorado académico Seyyed Hossein Nasr, quien reemplazaría al propio Schuon en la dirección de la tariqa.
Autores vinculados al perennialismo permanecieron en una relativa oscuridad, aunque mantuvieron diálogos con otros escritores y estudiosos de círculos vinculados a los estudios de religiones comparadas , como algunos autores del movimiento New Age, el círculo de Eranos , y personalidades como Ramana Maharshi y Thomas Merton. Durante el año académico 1980-1981, Nasr se presentó en las prestigiosas Gifford Lectures en la Universidad de Edimburgo. Las conferencias de Nasr se publicaron con el título El conocimiento y lo sagrado. Sin embargo, el movimiento perennialista permaneció desconocido para los principales medios de comunicación hasta finales de la década de 2010. 

### Asociación de extrema derecha
La escuela perennialista ganó protagonismo en los principales medios de comunicación durante la llamada ola conservadora, cuando se la asoció con algunos movimientos de extrema derecha. Entre las personalidades de extrema derecha relacionadas con el perennialismo, se encuentran especialmente el politólogo ruso Aleksandr Dugin,  el escritor brasileño Olavo de Carvalho  y el estratega político Steve Bannon.  Los investigadores citan su todavía cierta influencia del perennialismo entre los europeos de la Nouvelle Droite . El libroAgainst the Modern World , de Mark Sedgwick , publicado en 2004, analiza la Escuela Perennialista y su influencia:
Varios intelectuales respondieron al llamado de Guénon con intentos de llevar la teoría a la práctica. Algunos intentaron sin éxito guiar al fascismo y al nazismo por líneas tradicionalistas; otros más tarde participaron en el terror político en Italia. El tradicionalismo proporcionó finalmente el cemento ideológico para la alianza de fuerzas antidemocráticas en la Rusia postsoviética, y hacia fines del siglo XX comenzó a entrar en el debate en el mundo islámico sobre la relación deseable entre el Islam y la modernidad. 
En su tesis doctoral Guénon ou le renversement des clartés , el académico francés Xavier Accart cuestiona la conexión que a veces se establece entre la Escuela perennialista y la extrema derecha, destacando el hecho de que muchos interesados son apolíticos e incluso algunos tienen ideas de izquierda.  Nasr, por ejemplo, demuestra preocupación y alternativas a temas como la degradación ambiental y el diálogo interreligioso.